# Ceroplesis conradti
Ceroplesis conradti är en skalbaggsart som beskrevs av Hermann Julius Kolbe 1894. Ceroplesis conradti ingår i släktet Ceroplesis och familjen långhorningar. Inga underarter finns listade i Catalogue of Life.